# Gloeopeziza crozalsii
Gloeopeziza crozalsii är en svampart som beskrevs av Grelet 1924. Gloeopeziza crozalsii ingår i släktet Gloeopeziza och familjen Helotiaceae.   Inga underarter finns listade i Catalogue of Life.